# Чемпионат Азербайджана по стрельбе из лука 2024
Чемпионат Азербайджана по стрельбе из лука 2024 (азерб. Kamandan oxatma üzrə Azərbaycan birinciliyi və çempionatı) проходил с 23 по 25 августа 2024 года в городе Баку, в Парке Европейских игр на территории Приморского бульвара. На чемпионате было разыграно 6 комплектов наград среди мужчин и женщин трёх возрастных групп. В соревнованиях принимало участие более 50 спортсменов, представляющих разные регионы республики.

## Медалисты

### 70 метров (взрослые)
| Дисциплина                 | Золото              | Серебро           | Бронза            |
| Мужчины. Личное первенство | Роман Венгеров      | Мухаммедали Алиев | Ахмед Гусейнов    |
| Женщины. Личное первенство | Яйлагюль Рамазанова | Фатима Гусейнли   | Светлана Симонова |

### 60 метров (с 16 до 18 лет)
| Дисциплина                 | Золото         | Серебро       | Бронза         |
| Мужчины. Личное первенство | Ислам Исмаилов | Сардар Велиев | Нурлан Рагимли |
| Женщины. Личное первенство | Амина Шариф    | Лала Алмасова | Захра Джарчылы |

### 30 метров (до 16 лет)
| Дисциплина                 | Золото            | Серебро           | Бронза         |
| Мужчины. Личное первенство | Мухаммед Исмаилов | Гусейн Магеррамов | Ниджат Набиев  |
| Женщины. Личное первенство | Лейла Эфендиева   | Сона Рустамли     | Фатима Набиева |